# ИнтелТелеком
Компания «ИнтелТелеком» — российский разработчик систем автоматизации call-центров и служб такси. Продуктовая линейка компании известна на рынке под маркой Infinity.

## История
Компания основана в 2005 году в России. В том же году выпущена первая версия программного продукта для автоматизации обработки вызовов — call-центр Infinity.
В 2007 году создано отраслевое решение для диспетчерских служб такси — Infinity TAXI.
В 2009 году на базе Infinity были реализованы два из десяти самых крупных (четвертый и седьмой) проектов по созданию call-центра в России (данные CNews Analytics).
В сентябре 2010 года в результате технологического партнерства с компаниейTerrasoft, поставщиком решений в сфере управления взаимоотношениями с клиентами, выпущен интеграционный модуль для продуктов call-центр Infinity иTerrasoft CRM.
В ноябре 2010 года в результате технологического партнерства с ВЦ «1С-Рарус», совместным предприятием фирм «1С» и «Рарус», выпущен интеграционный модуль для продуктов call-центр Infinity и «1С:CRM».
В мае 2011 года в результате технологического партнерства с «1С:Бухучет и Торговля» (БИТ) выпущен интеграционный модуль для продуктов call-центр Infinity и «БИТ:CRM 8».
В 2011 году проект по созданию территориально-распределенного call-центра на базе Infinity для компании ФАСП был назван одним из крупнейших в России(данные CNews Analytics).
В 2012 году в результате технологического партнерства с компанией FLASH connect выпущен интеграционный модуль 1С:FLASH-Infinity для продуктов call-центр Infinity и 1C. Была выпущена новая платформа для продуктов Infinity — X. Представлено решение Call-центр Infinity X и Infinity TAXI X.
В 2014 году реализована интеграция с продуктом автоматизирующим коллекторскую деятельность — Luxbase «Контакт». Была проведена интеграция с системой FileControl. Теперь в статистике Infinity можно увидеть информацию по активности операторов в использовании Skype, ICQ, Агент Mail.Ru, Jabber и др. В декабре создан Web-чат (Онлайн консультант на сайте) Infinity.
В 2015 году реализована интеграция с продуктом для проведения видеозвонков и совместной работы с сайтом Aurus RichCall. Расширена работа с электронной почтой в Infinity. Реализован механизм IMR (Interactive Mail Response) и созданы интерфейсы по работе со входящими письмами, представлено SaaS-решение Infinity Smart.

## Направления деятельности
Деятельность компании «ИнтелТелеком» включает в себя:
- Разработку решений для автоматизации call-центров и contact-центров
- Разработку решений для автоматизации диспетчерских таксопарков
- Внедрение и сопровождение программных продуктов Infinity
- Поставку серверов, рабочих станций, телекоммуникационного и оконечного оборудования для оснащения call-центров.
- Обучение и сертификацию специалистов партнеров

## Продукты
- Infinity call-центр — решение для организации контакт-центров и центров обработки вызовов.
- Infinity Taxi — решение для автоматизации диспетчерской службы такси.
- InfinitySmart — SAAS-решение для автоматизации call-центров, отделов продаж и служб сервиса
- IP-АТС Infinity (IP-PBX) — программная АТС.
- Infinity Автоинформатор — решение для автоматического оповещения абонентов.

## Распространение
Партнерская сеть компании насчитывает более 20 организаций в России и странах СНГ. На декабрь 2015 г., по данным «ИнтелТелеком», продукты Infinity установлены более чем в 1600 компаниях.